# Festes de Sant Roc de la Plaça Nova
Les Festes de Sant Roc de la Plaça Nova, declarades Festa Patrimonial d'Interès Nacional pel Govern de la Generalitat de Catalunya el 21 de març de 2017, se celebren al barri Gòtic de Barcelona de manera ininterrompuda des del 1589. L'Associació de Festes de la Plaça Nova s'encarrega d'organitzar les activitats i de procurar que es conservin les tradicions relacionades amb la celebració; per això hi trobem tot un seguit d'elements singulars. Deixant de banda sardanes, balls i cercavila, també s'hi poden tastar els tradicionals panellets de Sant Roc, beure del porró llarg, participar en la cucanya i en la festa del gos o presenciar el seguici tradicional. Se celebren al voltant de la festivitat de Sant Roc, a mitjans d'agost.

## Motiu
La festa homenatja sant Roc, qui, segons el llegendari barceloní, va caure malalt de pesta durant una visita a la ciutat i es va aixoplugar a les muralles romanes. Tothom el va menystenir, llevat del gos del forner del barri, que cada dia l'alimentava amb panets. Gràcies a això, es va recuperar i va reprendre el camí acompanyat de l'animaló. A sant Roc, hom també li atribueix la protecció dels veïns del barri contra el brot de pesta que hi va haver a la ciutat el 1583, perquè no se'n va morir cap a conseqüència de l'epidèmia. D'aquí ve que la festa sigui un vot del poble que es renova cada any, durant la missa solemne de festa major a l'església del Pi.

## Orígens

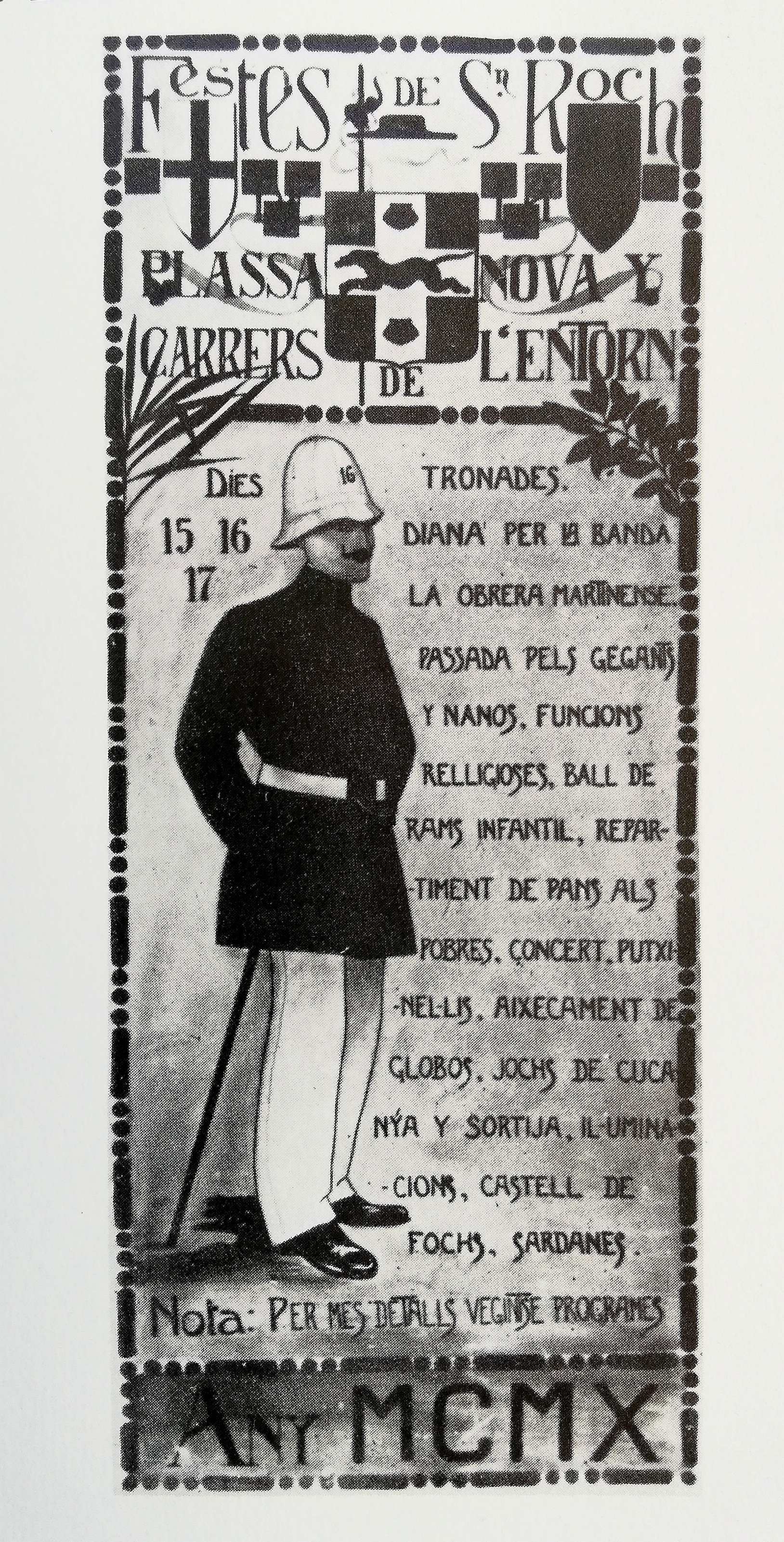
Cartell de les Festes de Sant Roc de la Plaça Nova de l'any 1910

Les festes de Sant Roc a la plaça Nova tenen l'origen el 1589. Segons la documentació que ens ha pervingut, aquell any es feren per primera vegada, com una celebració del poble en honor del sant que els havia protegits de la pesta. En l'origen, la festa consistia en una processó, que ha anat evolucionant fins al seguici festiu d'avui. Del 1589 ençà, la celebració només s'interrompé durant els primers anys de la guerra del Francès i per la guerra del 1936-1939. Però de seguida es va reprendre perquè el franquisme considerava que tenia un caràcter religiós molt marcat.

## Activitats destacades
- El seguici de Sant Roc: El dia 16, festivitat de Sant Roc, la jornada comença al matí amb el seguici tradicional. En formen part el diable de Sant Roc, l'Àliga de la Ciutat, el Lleó de Barcelona, els Gegants de la Plaça Nova, el nan Cu-cut i les banderes patronals, entre més. Tots junts fan cap a la basílica del Pi per participar en la missa solemne, on es canten els goigs[2] i es beneeixen els panellets. En acabat, la bandera verda de la comissió de festes és penjada al balcó del palau episcopal i després es fa una ofrena floral a la imatge de sant Roc. Allà mateix, els Gegants de la Plaça Nova, en Roc i la Laia, representen el seu ball, un ball centenari.[1]

- Correfoc: Els Diables del Barri Gòtic i la Víbria de Barcelona s'encarreguen del correfoc de les festes de Sant Roc, que arrenca a la plaça Nova i fa un recorregut pels carrers del voltant. En acabat, un espectacle de focs artificials clou la festa.[1]

- La festa del gos: La tradició diu: «El 15 la Mare de Déu d'Agost, el 16 Sant Roc i el 17 Sant Gos.» Per això el programa festiu inclou proves i exhibicions d'ensinistrament i una salutació canina a sant Roc a càrrec dels gossos del barri. La festa té l'origen en l'homenatge al company fidel del sant: el gos.[1]

- El porró llarg: El dia de Sant Roc, cap a migdia, s'instal·la el porró llarg a la plaça, una tradició que es remunta al 1829. És un porró amb un galet de 55 centímetres que s'omple de vi perquè els més agosarats provin de beure-hi, amb l'ajuda obligada d'algú altre que els l'aguanti.[1]

- La cucanya: La cucanya és un joc infantil present cada tarda durant els dies de celebració. Consisteix a travessar un pal engreixat que gira entorn d'un eix per aconseguir un premi. Aquesta atracció data del 1884 i és un element més dels jocs populars de cucanya, juntament amb les curses de sacs, trencar l'olla, etc.[1]

- Trobada i ball de gegants: Fa més de trenta anys que la plaça Nova és l'escenari d'una gran trobada gegantera durant els dies de celebració. La presideixen els amfitrions, les dues parelles gegants de la Plaça Nova, i s'hi aplega una bona part de la imatgeria festiva i popular de la Ciutat Vella i de fora, que hi representa els seus balls.[1]

- El dia de Sant Roc és tradició d'enlairar un globus amb la cara d'algun personatge actual amb connotacions negatives que l'organització tria cada any. Mentre s'enlaira, la canalla crida: «Fora, fora!» Aquest costum té l'origen en el segle xix, quan hi havia una gran afecció pels globus aerostàtics. De primer, el globus era de paper maixé i s'enlairava amb gas, però actualment sol ser de plàstic i es recupera.[1]